# قهوة الجافا

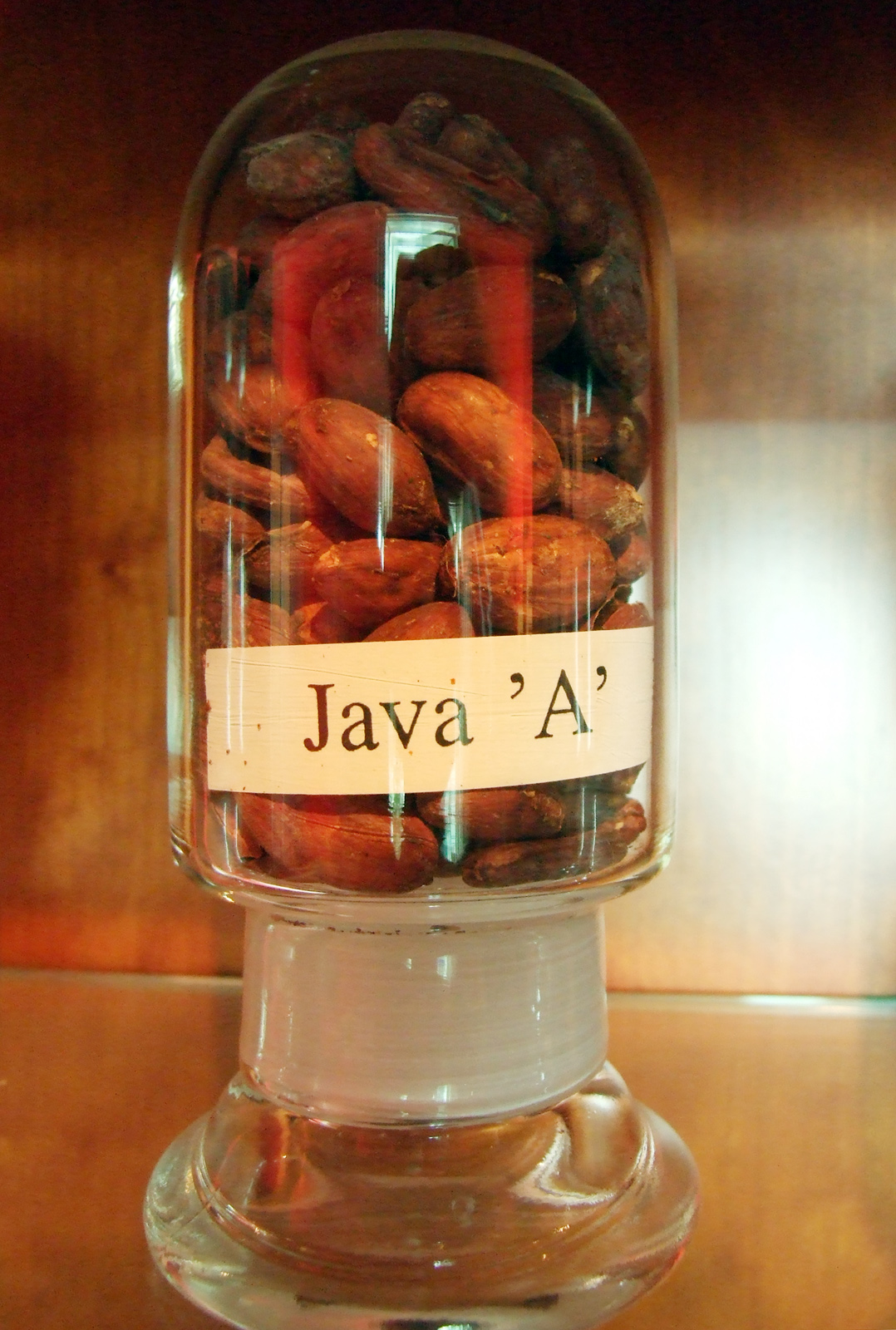

قهوة جافا هي قهوة تنتج على جزيرة جاوة. في إندونيسيا.